# پادشاهی ناپلئونی ایتالیا
پادشاهی ناپلئونی ایتالیا (انگلیسی: Napoleonic Kingdom of Italy) پادشاهی در ایتالیای شمالی بود که دولت متکی امپراتوری فرانسه ناپلئون بناپارت محسوب می‌شد. این حکومت کاملاً تحت تأثیر فرانسه انقلابی بود و با شکست و سقوط ناپلئون به پایان رسید. حکومت تحت ناپلئون به عنوان پادشاه ایتالیا و نایب السلطنه به پسرخوانده‌اش اوژن دو بوآرنه حکومت می‌شد. برخی از مناطق پیه‌مونته و مناطق مدرن لمباردی، ونتو، امیلیا-رومانیا، فریولی ونتسیا جولیا، ترنتینو، تیرول جنوبی و مارکه زیر نظر این حکومت بود. همچنین ناپلئون اول بر بقیه شمال و مرکز ایتالیا در نیس، ائوستا، پیه‌مونته، لیگوریا، توسکانی، اومبریا و لاتزیو به عنوان بخشی از امپراتوری فرانسه مستقیماً حکومت می‌کرد.